# Wappen der Stadt Emden
Das Emder Wappen wurde der Stadt im Jahre 1495 nach langem Bitten und Zahlung von hohen Gebühren von König Maximilian I. verliehen. Die Figur im Wappen und auch das gesamte Stadtwappen selbst trägt den Namen „Engelke up de Muer“ („Engelchen auf der Mauer“) und ist in den Stadtfarben (Gold, Rot, Blau) gehalten.
Die blauen Wellen ganz unten symbolisieren Emdens Verbundenheit und Nähe zur Ems. Die Mauer in der Mitte steht für die Sicherheit und den Schutz, den Emden bot, sowohl durch die Emsmauer, welche Emden von der Ems trennte, als auch für die riesige Wallanlage, die rings um die Stadt verläuft. Der goldene Engel ist dem ehemaligen Wappen der Cirksena-Familie nachempfunden, der damals herrschenden Adelsfamilie der Stadt. Dabei handelt es sich nicht etwa um einen „echten“ Engel, sondern um eine Harpyie, einen weiblichen Unheilsdämon mit Flügeln und Krallen aus der griechischen Mythologie, in der Heraldik auch als „Jungfrauenadler“ bekannt.
Das Dienstsiegel der Stadt enthält das Wappen, dekoriert mit Kranz und Krone, und die Umschrift Stadt Emden.

## Das Wappen auf den Marineschiffen „Emden“

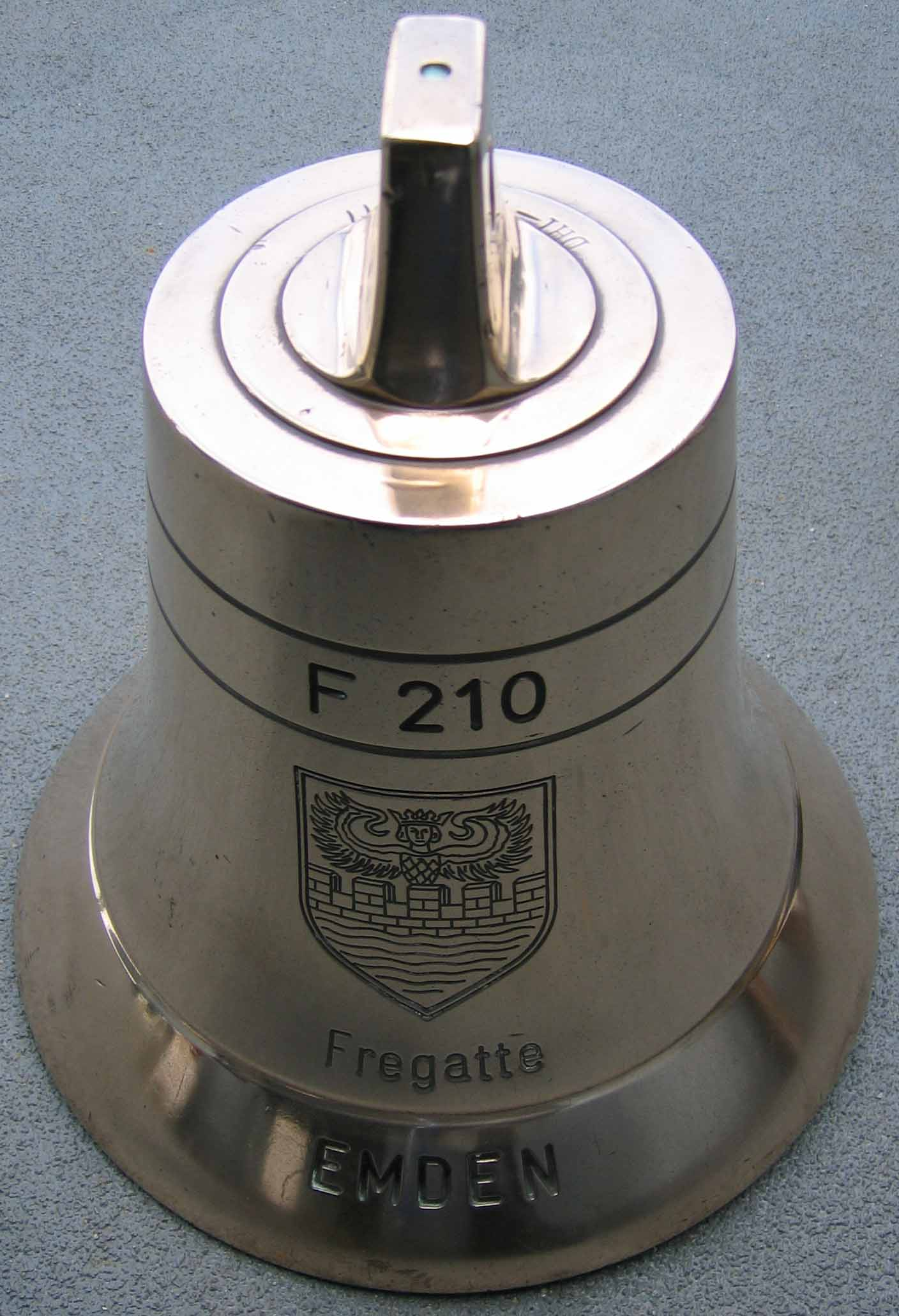
Schiffsglocke der Fregatte Emden

Das Stadtwappen wurde auch von der Fregatte Emden der Deutschen Marine geführt.